# Gustaf Munch-Petersen
Gustaf Munch-Petersen (født 18. februar 1912, død 2. april 1938) var en dansk forfatter og maler. Han skrev surrealistiske prosadigte, der var banebrydende i lyrikken, og som har påvirket flere forfattere. Hans digt det underste land fra digtsamlingen af samme navn er medtaget i Kulturkanonen.

## Biografi
Gustaf Munch-Petersen voksede op i et velstillet og liberalt hjem som søn af Valfrid Palmgren (sv), svenskfødt lektor i svensk ved Københavns Universitet, og Jon Julius Munch-Petersen, professor i ingeniørvidenskab ved Polyteknisk Læreanstalt. Han blev student i 1930 og påbegyndte flere akademiske uddannelser, der dog ikke kunne fastholde hans interesse. 
I stedet koncentrerede han sig med støtte af forældrene om kunst og digtning, og han debuterede med bogen det nøgne menneske i 1932. Han fik ligeledes udstillet malerier på flere udstillinger. I 1935 flyttede han til Bornholm, hvor han i 1936 blev gift med keramikeren Lisbeth Hjorth. I 1937 meldte han sig frivilligt på Folkefrontens side i Den spanske borgerkrig, hvor han faldt i kamp året efter.
I sine breve fra Spanien fremstiller Gustaf Munch-Petersen kampen som en videreførelse af sit kunstneriske arbejde.
Gustaf Munch-Petersen efterlod sig ved sin død børnene Mette (født 1936) og Ursula (født 1937) samt sin kone, Lisbeth Munch-Petersen (1908-1997).
Hans fætter, Arne Munch-Petersen, var en kendt kommunist og folketingsmand der i 1940 arresteredes og omkom under Stalins udrensninger i Moskva.

## Betydning
Omstændighederne ved Gustaf Munch-Petersens død betød bredere interesse for hans digte, og kort efter hans død udkom en antologi, Udvalgte Digte, der blev solgt i større oplag end de bøger, der udkom, mens han levede. Efter afslutningen af anden verdenskrig blev han betragtet som en helt, der faldt under kampen mod den internationale fascisme – en forløber for modstandskæmperne under den danske besættelse.

Hans modernistiske forfatterskab har haft betydning for nyere lyrikere som Michael Strunge.
- Jægerens øje, 1935
- Den tavse fest, 1935